# Le Gentleman en kimono
Pour plus de détails, voir Fiche technique et Distribution.
Le Gentleman en kimono (A Majority of One) est un film américain réalisé par Mervyn LeRoy, sorti en 1961.
C'est l'adaptation de la pièce de théâtre américaine A Majority of One (titre français Le Pont japonais) de Leonard Spigelgass de 1959.

## Synopsis
Mme Jacoby, une veuve originaire de Brooklyn dont le fils a été tué par les Japonais pendant la guerre, accepte à regret d'accompagner sa fille Alice et son gendre Jerry pour un voyage au Japon, où Jerry doit participer à la négociation d'un traité commercial. Lors de la croisière trans-pacifique, le ressentiment de Mme Jacoby à propos des japonais est encore très fort lorsqu'elle encontre sur M. Asano, un industriel japonais dont la famille a elle aussi été beaucoup touchée par la guerre. Leur amitié naissante est malmenée lorsque Jerry suspecte M. Asano, lui-même un des négociateurs du traité, d'avoir cherché un gain politique dans cette relation. Bien que Mme Jacoby n'y croie pas vraiment, elle refuse de voir M. Asano lors de leur dernière soirée à bord. Une fois au Japon, Jerry offense sans le faire exprès M. Asano, et la conférence est annulée. Mme Jacoby se rend alors chez M. Asano. Après une soirée très agréable, il accepte de reprendre les négociations. Alors que les trois Américains se préparent à repartir, Mme Jacoby est surprise de recevoir une demande en mariage de M. Asano, mais aussi par la réaction négative d'Alice et Jerry. Mais en fait elle refuse surtout car elle considère que M. Asano et elle sont encore trop marqués par leurs histoires personnelles. Des mois plus tard, M. Asano arrive à New York comme délégué aux Nations unies. Il rencontre à nouveau Mme Jacoby, qui accepte désormais qu'il lui fasse la cour.

## Fiche technique
- Titre original : A Majority of One
- Titre français : Le Gentleman en kimono
- Réalisation : Mervyn LeRoy
- Scénario : Leonard Spigelgass, d'après sa pièce
- Direction artistique : John Beckman
- Décors : Ralph S. Hurst
- Costumes : Orry-Kelly
- Photographie : Harry Stradling, Sr.
- Son : Stanley Jones
- Montage : Philip W. Anderson
- Musique : Max Steiner
- Production : Mervyn LeRoy
- Société de production : Mervyn LeRoy Productions
- Société de distribution : Warner Bros.
- Pays de production :  États-Unis
- Langue originale : anglais
- Format : couleur (Technicolor) — 35 mm — 1,85:1 — son Mono (RCA Sound Recording)
- Genre : Comédie dramatique
- Durée : 156 minutes (États-Unis), 121 minutes (Royaume-Uni)
- Dates de sortie :
  - États-Unis : 27 décembre 1961
  - France : 22 février 1963

## Distribution
- Rosalind Russell : Bertha Jacoby
- Alec Guinness : Koichi Asano
- Ray Danton : Jerry Black
- Madlyn Rhue : Alice Black
- Mae Questel : Esther Rubin
- Marc Marno : Eddie
- Gary Vinson : M. McMillon
- Sharon Hugueny : la mariée
- Frank Wilcox : Noah Putnam
- Francis De Sales : représentant de l'ambassade américaine
- Yuki Shimoda : Secrétaire de M. Asano
- Harriet E. MacGibbon : Lily Putnam
- Alan Mowbray : Capitaine Norcross

## Distinctions

### Récompenses
- Golden Globes 1962 :
  - Golden Globe de la meilleure promotion pour l'entente internationale
  - Golden Globe du meilleur film musical ou de comédie
  - Golden Globe de la meilleure actrice dans un film musical ou une comédie : Rosalind Russell

### Nominations
- Oscars 1962 : nomination de Harry Stradling Sr. pour l'Oscar de la meilleure photographie
- Directors Guild of America Awards 1962 : nomination de Mervyn LeRoy pour "Meilleur réalisateur de film"